# Monoswezi
Monoswezi est un collectif international composé de musiciens originaires du Mozambique, de la Norvège, de la Suède et du Zimbabwe. Il ernegistre de la musique africaine basée notamment sur de la musique traditionnelle du Zimbabwe et du Mozambique, mêlée de jazz et de musique occidentale moderne.

## Étymologie
Rob Caldwell propose une étymologie pour « Monoswezi » : en grec, « μόνο » (mono) signifie « one » (unique) et en dialecte d'Afrique du Sud[pas clair] « swezi » signifie « world » (monde).

## Histoire
Monoswezi est un collectif de cinq artistes qui comprend Nqoblie Khoza (voix, mbira, marimba, batterie) du Zimbabwe, Xavier « Samito » Tembe (percussions, voix) du Mozambique, Hallvard Godal (saxophone, clarinette) de Norvège, Putte Johander (basse) de Suède et Erik Nylander (batterie, percussions) de Suède. Le nom du collectif viens de cette mixité de nationalités ; Mozambique, Norway, Sweden, Zimbabwe.
En 2010, le collectif sort son premier album Monoswezi sur le label Parallell, avec Xavier Tembe, Nqobile Khoza, Hallvard Godal, Putte johander et Erik Nylander. Monoswezi change de label en 2013 et sort The Village chez Riverboat Records avec Hope Masike, Calu Tsemane, Hallvard Godal, Putte johander et Erik Nylander ; le groupe fait l'objet d'un passage sur CNN. En 2015, sort l'album Monoswezi Yanga, avec Hope Masike, Calu Tsemane, Hallvard Godal, Putte Johander et Erik Nylander. Le 28 juillet 2017 sort leur dernier album A Je avec la participation d'un musicien malien de N'goni, Sidiki Camara et de Kim Johannesen, qui joue du banjo.
Le groupe est en représentation en 2013 au Oslo World Music Festival (en) et à Kesselhaus (de), en 2015 au Latitude Festival,, en 2016 au Budapest Ritmo, et en 2017 au Udaipur World Music Festival,.

## Style musical
Le style musical du groupe, assez proche du jazz, est au croisement des cultures scandinaves et africaines, avec notamment la présence du mbira (piano à doigts traditionnel du Zimbabwe). The Village possède une ambiance de jazz scandinave minimaliste. Le groupe travaille en partie à distance pour leurs réalisations. En Suède d'abord, dans le studio de Putte Johander situé dans les îles Koster, puis au Zimbabwe.

## Membres

### Membres actuels
- Hope Masike – chant, mbira, percussions
- Calu Tsemane – chant, percussions
- Hallvard Godal – saxophone, clarinette
- Putte Johander – basse
- Erik Nylander (en) – batterie, percussions, harmonica, harmonium

### Membres additionnels
- Nqoblie Valentine Khoza – chant, mbira, miramba, percussions
- Xavier Samito Tembe – chants, percussions
- Per Oddvar Johansen (en) – batterie, percussions